# ألميلا أدا
ألميلا أدا هي ممثلة وعارضة تركية ولدت في 4 أغسطس 1994.

## روابط خارجية
ألميلا أدا على موقع IMDb (الإنجليزية)
- ألميلا أدا على موقع قاعدة بيانات الفيلم (الإنجليزية)